# Psalidodon
Psalidodon es un género de peces de agua dulce de la familia de los carácidos, en el orden Characiformes. Sus 32 especies habitan en aguas templado-cálidas y cálidas de Sudamérica y son denominadas comúnmente tetras, mojarras, lambaríes, etc.

## Taxonomía
Descripción original
Este género fue descrito originalmente en el año 1911 por el ictiólogo estadounidense —nacido en Alemania— Carl Henry Eigenmann, junto con su especie tipo por monotipia: Psalidodon gymnodontus.
Etimología
Etimológicamente, el término Psalidodon se construye con palabras en el idioma griego, en donde: psali forma diminutiva de psalis, significa ‘tijeras’ y odon es ‘dientes’.

## Historia taxonómica y relaciones filogenéticas

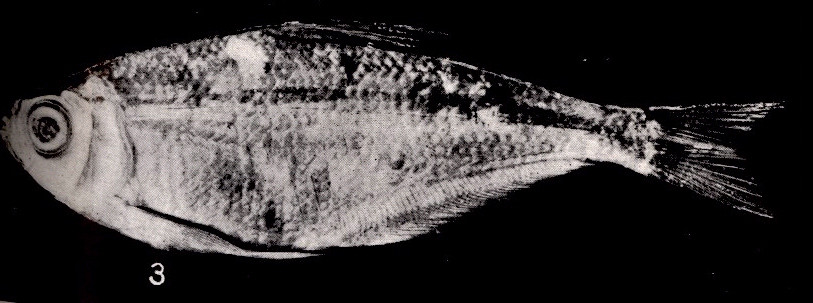
Psalidodon pellegrini.

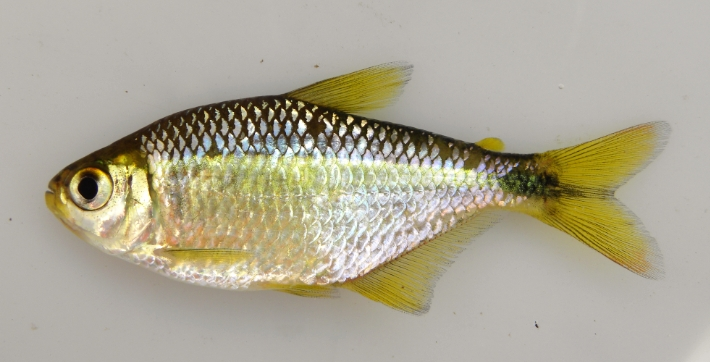
Psalidodon dissensus.

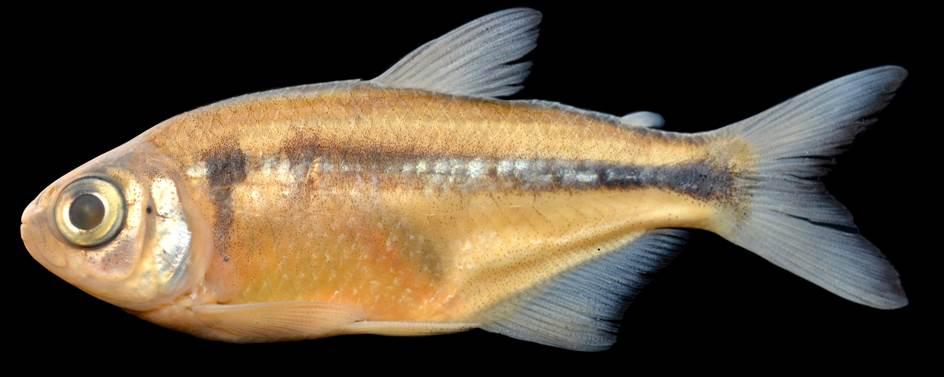
Psalidodon powelli.

Psalidodon pertenece a la tribu Gymnocharacini de la subfamilia Stethaprioninae. Psalidodon fue erigido como género monotípico para P. gymnodontus, combinación que fue utilizada por muchos autores, como J. Géry, L. R. Malabarba, C. S. Pavanelli y Juan M. Mirande, hasta que en el año 2009 C. S. Pavanelli y C. A. M. Oliveira lo sinonimizaron con Astyanax.
En el año 2020 se publicó una contribución de los ictiólogos Guillermo Enrique Terán, Mauricio Fabián Benítez y Juan Marcos Mirande, en donde dan a conocer los resultados de su investigación en la que estudiaron las relaciones filogenéticas del género Astyanax en el contexto de la familia Characidae, combinando datos morfológicos y moleculares, analizando 520 caracteres morfológicos, 9 marcadores moleculares y 608 taxones, de los cuales 98 pertenecían hasta ese momento a Astyanax. El resultado arrojó que Astyanax, así concebido, no era monofilético y, entre otros resultados, el diagnóstico de un clado monofilético con soporte moderado, cuya monofilia es otorgada por 4 sinapomorfías moleculares y 2 morfológicas: la presencia de 5 o más cúspides en los dientes, tanto de la fila premaxilar externa como del maxilar. Como uno de sus integrantes era Astyanax gymnodontus, para denominarlo se debió resucitar al género Psalidodon de la sinonimia de Astyanax y expandirlo.

## Especies
Este género está integrado por 32 especies, las que antes se incluían en los géneros Hyphessobrycon y Astyanax, incluida la mayoría de las especies de los grupos de especies “Astyanax eigenmanniorum”, “A. fasciatus” y “A. scabripinnis”:
- Psalidodon anisitsi (Eigenmann, 1907)
- Psalidodon bifasciatus (Garavello & F. A. A. Sampaio, 2010)[8]
- Psalidodon bockmanni (Vari & R. M. C. Castro, 2007)[9]
- Psalidodon chico (Casciotta & Almirón, 2004)
- Psalidodon correntinus (Holmberg, 1891)
- Psalidodon dissensus (de Lucena, Castro & Bertaco, 2013)[10]
- Psalidodon eigenmanniorum (Cope, 1894)
- Psalidodon endy (Mirande, Aguilera & Azpelicueta, 2006)[11]
- Psalidodon erythropterus (Holmberg, 1891)
- Psalidodon fasciatus (G. Cuvier, 1819)[12]
- Psalidodon gymnodontus (C. H. Eigenmann, 1911)
- Psalidodon gymnogenys (C. H. Eigenmann, 1911)
- Psalidodon hermosus (Miquelarena, Protogino & H. L. López, 2005)[13]
- Psalidodon ita (Almirón, Azpelicueta & Casciotta, 2002)
- Psalidodon jequitinhonhae (Steindachner, 1877)
- Psalidodon leonidas (Azpelicueta, Casciotta & Almirón, 2002)[14]
- Psalidodon marionae (C. H. Eigenmann, 1911)[15]
- Psalidodon ojiara (Azpelicueta & J. O. García, 2000)[16]
- Psalidodon pampa (Casciotta, Almirón & Azpelicueta, 2005)
- Psalidodon parahybae (C. H. Eigenmann, 1908)
- Psalidodon paranae (C. H. Eigenmann, 1914)
- Psalidodon pellegrini (C. H. Eigenmann, 1907)[17]
- Psalidodon powelli (Terán, Butí & Mirande, 2017)[18]
- Psalidodon puka (Mirande, Aguilera & Azpelicueta, 2007)[19]
- Psalidodon pynandi (Casciotta, Almirón, Bechara, J. P. Roux & Ruiz Díaz, 2003)
- Psalidodon rivularis (Jenyns, 1842)[20]
- Psalidodon rutilus (Jenyns, 1842)
- Psalidodon schubarti (Britski, 1964)[21]
- Psalidodon troya (Azpelicueta, Casciotta & Almirón, 2002)[14]
- Psalidodon tumbayaensis (Miquelarena & Menni, 2005)[22]
- Psalidodon xavante (Garutti & Venere, 2009)
- Psalidodon xiru (Lucena et al., 2013)